# Gwen Taylor
Gwen Taylor (Derby, 19 febbraio 1939) è un'attrice inglese, conosciuta per essere apparsa in alcune serie televisive come Rutland Weekend Television e per aver recitato in film come Brian di Nazareth, All You Need Is Cash e Monty Python - Il senso della vita.
Ha recitato nella serie televisiva Heartbeat.

## Filmografia parziale

### Cinema
- All You Need Is Cash , regia di Eric Idle (1978)
- Brian di Nazareth, regia di Terry Jones (1979)
- Gli amori di Richard (Richard's Thing), regia di Anthony Harvey (1980)
- Monty Python - Il senso della vita (Monty Python's The Meaning of Life), regia di Terry Jones (1983)
- The Lady in the Van, regia di Nicholas Hytner (2015)

### Televisione
- L'ispettore Regan (The Sweeney) - serie TV, episodio 2x04 (1975)
- Spazio: 1999 (Space: 1999) - serie TV, episodio 9x08 (1975)
- Rutland Weekend Television (1975) - serie TV, 9 episodi (1975-1976)
- Ispettore Morse (Inspector Morse) - serie TV, episodio 6x02 (1992)
- L'ispettore Barnaby (Midsome Muder) - serie TV, episodio 5x03 (2002)
- Heartbeat - soap opera, 98 episodi (2005-2009)
- Doc Martin - serie TV, episodio 4x05 (2009)
- Coronation Street - soap opera, 47 episodi (2011-2012)
- Casualty - soap opera, 1 episodio (2013)
- EastEnders - soap opera, 76 episodi (2021-2023)

## Doppiatrici italiane
Nelle versioni in italiano delle opere in cui ha recitato, Gwen Taylor è stata doppiata da:
- Rita Savagnone in The Lady in the Van